# Troy Carter

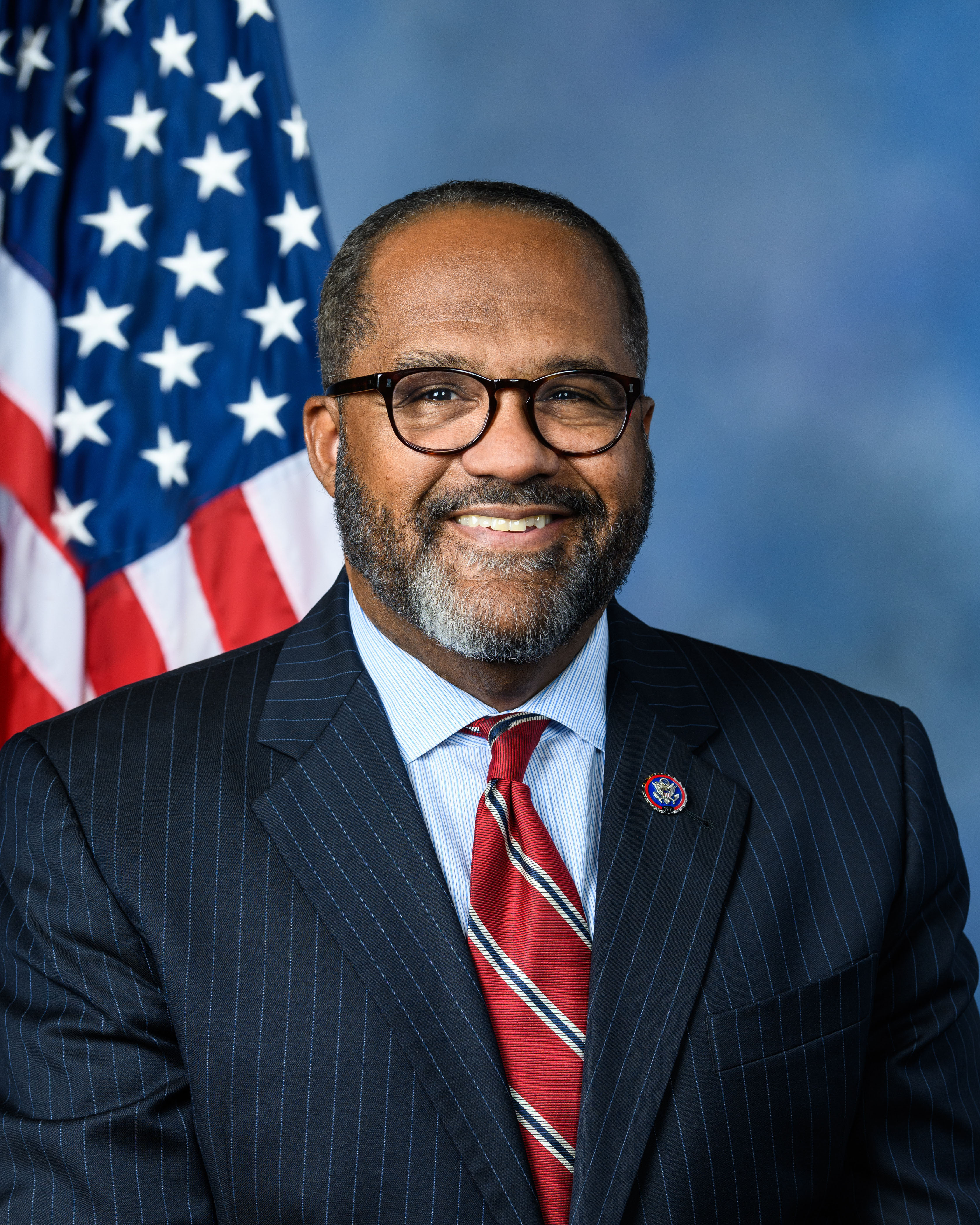
Troy Carter (2021)

Troy Anthony Carter (* 26. Oktober 1963 in New Orleans, Louisiana) ist ein US-amerikanischer Politiker der Demokratischen Partei. Seit Mai 2021 vertritt er den zweiten Distrikt des Bundesstaats Louisiana im US-Repräsentantenhaus. Er war Mitglied des Repräsentantenhauses (1992 bis 1994) und des Senats (2016 bis 2021) von Louisiana.

## Leben
Carter besuchte die O. Walker Perry High School in seiner Geburtsstadt New Orleans. Danach absolvierte er bis 1986 die Xavier University of Louisiana mit einem Bachelor of Arts in Betriebswirtschaftslehre und Politikwissenschaften. Nach einer kurzen Zeit an der Carnegie Mellon University war er sechs Jahre Assistent des Bürgermeisters von New Orleans, Sidney Barthelemy. An der Holy Cross University schloss er seinen Master of Business Administration mit Summa cum laude ab.

## Politik
Von 1992 bis 1994 war er Mitglied vom Repräsentantenhaus von Louisiana. 1994 wurde er in den Stadtrat von New Orleans gewählt, wovon er 2002 zurücktrat um Kandidat in der Bürgermeisterwahl in New Orleans zu werden. Die Wahl verlor er. 2006 und 2008 bewarb er sich erfolglos um die Nominierung der Demokratischen Partei für die Wahlen zu Repräsentantenhaus. Von 2016 bis 2021 war er Mitglied des Senats von Louisiana. Nachdem der Repräsentant Cedric Richmond von seinem Posten zurücktrat, um Senior Advisor für Joe Biden zu werden, wurden Nachwahlen anberaumt. Er konnte die erste Wahlrunde am 20. März 2021 mit 34 % gewinnen. In der zweiten Wahlrunde am 24. April konnte Carter Karen Carter Peterson, ebenfalls Demokratin, mit rund 11 % Vorsprung besiegen. Er wurde am 11. Mai 2021 vereidigt und gehörte somit dem Repräsentantenhaus des 117. Kongresses an.
Die Primary (Vorwahl) für die Wahlen 2022 fanden in Louisiana am 8. November statt. Er trat gegen Dan Lux von der Republikanischen Partei an. Mit 76,7 % konnte er die absolute Mehrheit erreichen. Dadurch war Carter auch im Repräsentantenhaus des 118. Kongresses vertreten. Bei der Wahl 2024 wurde er für eine weitere Amtszeit wiedergewählt.

### Ausschüsse
Carter ist aktuell Mitglied in folgenden Ausschüssen des Repräsentantenhauses:
- Committee on Small Business
  - Contracting and Infrastructure
  - Underserved, Agricultural, and Rural Business Development
- Committee on Transportation and Infrastructure
  - Economic Development, Public Buildings, and Emergency Management
  - Railroads, Pipelines, and Hazardous Materials